# Chrysotrichia australis
Chrysotrichia australis är en nattsländeart som beskrevs av Wells 1990. Chrysotrichia australis ingår i släktet Chrysotrichia och familjen smånattsländor. Inga underarter finns listade i Catalogue of Life.